# Megaprosternum
Megaprosternum (лат.) — род ос-бетилид из подсемейства Scleroderminae (Bethylidae, Chrysidoidea). Известно около 15 видов. Афротропический, Австралийский, Неотропический и Индо-Малайский регионы.

## Описание
Мелкие и сильно уплощённое осы. Длина тела от 1,4 до 5 мм. Голова, грудь и брюшко коричневые. Жгутик усика 10- или 11-члениковый. Щёки не видны при дорсальном виде. Проплеврон удлинённый. Простернум с пробазистернумом крупный и пятиугольный. Антеромезоскутум без нотауля. Переднее крыло без закрытых ячеек, жилка C отсутствует, жилка Sc+R присутствует, жилка M+Cu отсутствует, жилка A отсутствует, престигмальная абсцисса R1 присутствует, жилка 2r-rs&Rs отсутствует. Заднее крыло с югумом, полностью слитым с ремигиумом. Гениталии самца с харпе длиной не менее 2,0× длины гоностопов; куспис ламинарный и очень широкий, такой же широкий, как харпе; эдеагус подтрапециевидный; эдеагальная аподема короткая, не выходит за пределы генитального кольца, расширена базально. Вид Megaprosternum cleonarovorum личиночный эндопаразитоид жуков-усачей Cleonaria bicolor (Cerambycidae, Coleoptera).

## Систематика
Известно около 15 видов. Род был впервые описан в 2006 году.
- Megaprosternum aka Colombo & Azevedo, 2024
- Megaprosternum bayaka Colombo & Azevedo, 2024
- Megaprosternum chamorro Colombo & Azevedo, 2024
- Megaprosternum cleonarovorum Gupta & Azevedo, 2017
- Megaprosternum hmong Colombo & Azevedo, 2024
- Megaprosternum kariri Colombo & Azevedo, 2024
- Megaprosternum kayin Colombo & Azevedo, 2024
- Megaprosternum longiceps (Ashmead, 1900) Azevedo, 2006
  - =Ateleopterus longiceps Ashmead, 1900
  - =Sclerodermus longiceps (Ashmead, 1900)
  - =Neoscleroderma longiceps (Ashmead, 1900)
- Megaprosternum navatu Colombo & Azevedo, 2024
- Megaprosternum neolongiceps Azevedo, 2018
- Megaprosternum norfolcensis (Dodd, 1924)
- Megaprosternum nuaulu Colombo & Azevedo, 2024
- Megaprosternum pentagonal Azevedo, 2006
- Megaprosternum samburu Colombo & Azevedo, 2024
- Megaprosternum wakawaka Colombo & Azevedo, 2024